# Campionatul Mondial de Atletism din 2023 - 35 km marș (feminin)
Proba feminină de 35 km marș de la Campionatul Mondial de Atletism din 2023 a avut loc pe 24 august 2023 la Budapesta, Ungaria.

## Program
Ora este ora Ungariei (UTC+1)
| Dată      | Oră   | Etapă  |
| --------- | ----- | ------ |
| 24 august | 07:00 | Finala |

## Rezultate
Cursa a început la ora 7:00.
| Loc | Nume                    | Țară                       | Timp    | Avertismente | Note     |
| --- | ----------------------- | -------------------------- | ------- | ------------ | -------- |
| 1   | María Pérez             | Spania                     | 2:38:40 | >            | RCo      |
| 2   | Kimberly García         | Peru                       | 2:40:52 | >            |          |
| 3   | Antigoni Drisbioti      | Grecia                     | 2:43:22 | ~            | SB       |
| 4   | Viviane Lyra            | Brazilia                   | 2:44:40 |              | RN       |
| 5   | Cristina Montesinos     | Spania                     | 2:45:32 |              | PB       |
| 6   | Evelyn Inga             | Peru                       | 2:46:18 |              | PB       |
| 7   | Serena Sonoda           | Japonia                    | 2:46:32 |              |          |
| 8   | Olga Chojecka           | Polonia                    | 2:46:48 | ~            | PB       |
| 9   | Magaly Bonilla          | Ecuador                    | 2:47:09 |              |          |
| 10  | Tereza Ďurdiaková       | Cehia                      | 2:49:06 | ~            | RN       |
| 11  | Bai Xueying             | Cehia                      | 2:49:34 |              |          |
| 12  | Alejandra Ortega        | Mexic                      | 2:50:44 |              | RN       |
| 13  | Raquel González         | Spania                     | 2:51:53 |              |          |
| 14  | Masumi Fuchise          | Japonia                    | 2:52:57 | >            | PB       |
| 15  | Federica Curiazzi       | Italia                     | 2:53:27 |              |          |
| 16  | Victoría Madarász       | Ungaria                    | 2:53:30 |              | SB       |
| 17  | Johana Ordóňez          | Ecuador                    | 2:54:58 |              | SB       |
| 18  | Agnieszka Ellward       | Polonia                    | 2:56:51 |              | PB       |
| 19  | Sara Vitiello           | Italia                     | 2:57:00 |              |          |
| 20  | Vasylyna Sydorchuk      | Ucraina                    | 2:57:24 | >>>          |          |
| 21  | Allanah Pitcher         | Australia                  | 2:57:55 | >            |          |
| 22  | Rita Récsei             | Ungaria                    | 2:59:37 |              |          |
| 23  | Arabelly Orjuela        | Columbia                   | 2:59:58 | ~            | SB       |
| 24  | Maria Michta-Coffey     | Statele Unite ale Americii | 3:01:22 |              |          |
| 25  | Mária Katerinka Czaková | Slovacia                   | 3:01:53 |              | PB       |
| 26  | Kyriaki Filtisakou      | Grecia                     | 3:02:16 |              |          |
| 27  | Nicole Colombi          | Italia                     | 3:02:29 | >>>          |          |
| 28  | Hana Burzalová          | Slovacia                   | 3:02:47 |              | SB       |
| 29  | Bianca Maria Dittrich   | Germania                   | 3:03:05 |              |          |
| 30  | Ilse Guerrero           | Mexic                      | 3:03:41 |              | SB       |
| 31  | Ema Hačundová           | Slovacia                   | 3:05:43 |              | SB       |
| 32  | Karla Jaramillo         | Ecuador                    | 3:05:55 |              |          |
| 33  | Austėja Kavaliauskaitė  | Lituania                   | 3:08:11 | >            |          |
| 34  | Alina Tsvilii           | Ucraina                    | 3:09:23 | >            |          |
| 35  | Miranda Melville        | Statele Unite ale Americii | 3:09:41 | >>>          |          |
| 36  | Elianay Pereira         | Brazilia                   | 3:16:11 |              | SB       |
|     | Mihaela Acatrinei       | România                    | NT      |              |          |
|     | Olga Fiaska             | Grecia                     | NT      | >>           |          |
|     | Inês Henriques          | Portugalia                 | NT      |              |          |
|     | Li Maocuo               | Cehia                      | NT      |              |          |
|     | Qieyang Shijie          | Cehia                      | NT      |              |          |
|     | Ana Veronica Rodean     | România                    | NT      |              |          |
|     | Erica Sena              | Brazilia                   | NT      | >            |          |
|     | Galina Yakusheva        | Kazahstan                  | NT      |              |          |
|     | Stephanie Casey         | Statele Unite ale Americii | DS      | >>>>         | TR54.7.5 |
|     | Katarzyna Zdziebło      | Polonia                    | DS      | ~~~>         | TR54.7.5 |
|     | Rebecca Henderson       | Australia                  | NS      |              |          |

| Key: | ~ Cartonaș roșu pentru pierderea contactului cu solul | ~ Cartonaș roșu pentru îndoirea genunchiului | TR54.7.5: Descalificat conform regulii TR54.7.5 (4 cartonașe roșii) |